# Jean Alexandre Plunkett de Rathmore
Jean "Alexandre" Patrice Joseph Plunkett de Rathmore (Bergen, 10 mei 1782 - Neufchâteau, 20 november 1846) was een Zuid-Nederlands edelman en ondernemer.

## Afstamming
De familienaam Plunket(t) komt al sinds de elfde eeuw voor in Ierland en is mogelijk van oorsprong Normandisch. Een van de eerste naamdragers die groot aanzien wist te verwerven, was Richard Plunkett (ca. 1340-1393), die Lord Chief Justice en Lord Chancellor van Ierland was. Oliver Plunkett werd in 1541 door koning Hendrik VIII in de adelstand verheven met de titel baron van Louth. Lucas Plunket verkreeg in 1628 de titel van graaf van Fingall.
In 1748 werd een attest van adeldom verleend aan Joseph Plunkett, de grootvader van Jean Alexandre Plunkett de Rathmore. Joseph week vervolgens uit naar het Europese vasteland, vestigde zich in Lier in de toenmalige Oostenrijkse Nederlanden en bracht het tot kapitein der infanterie. Hij trouwde met Marie-Anne Ferdinande Goffart, erfgename van de advocaat Claude François Legoeulle, een van de oprichters van de Société du Grand Conduit et du Charbonnage d'Houdeng (1685), die de kolenmijnbouw in Bois-du-Luc ter hand nam. Hun zoon, de in Lier geboren Jean-Joseph Ferdinand Plunkett de Rathmore (1733-1814), trouwde met Marie-Gabrielle Cossée (1744-1805). Hij werd de belangrijkste aandeelhouder in de steenkoolmijnen van Bois-du-Luc en speelde vanaf 1799 een sleutelrol in het bestuur van de mijn.

## Levensloop
Jean Alexandre Plunkett de Rathmore was een zoon van Jean-Joseph Ferdinand Plunkett en Marie-Gabrielle Cossée (zie hierboven). Hij nam de activiteiten van zijn vader over in Bois-du-Luc en kocht verder aandelen aan. Volgens het aandelenregister bezat hij 27% van de totaliteit. Toen deze vennootschap in 1838 een dochtermaatschappij oprichtte onder de naam Charbonnage d'Havré, Obourg et Saint-Denis was Plunkett een van de commissarissen. 
In 1816, ten tijde van het Verenigd Koninkrijk der Nederlanden, werd Jean Alexandre Plunkett erkend in de erfelijke adel met de titel baron, overdraagbaar bij eerstgeboorte. Hij werd tevens benoemd in de Ridderschap van Zuid-Brabant.

## Nageslacht
Plunkett trouwde in 1805 in Brussel met Marie-Louise de Peralta y Cascales (1773-1857), dochter van Philippe de Peralta, luitenant-kolonel in het regiment van Vierset. Jean Alexandre was 22 jaar oud ten tijde van de huwelijkssluiting. Zijn echtgenote was negen jaar ouder en weduwe van Ferdinand Jean Baptiste Marie Chrétien Joseph Helman de Willebroeck. Het echtpaar kreeg zeven kinderen: vijf dochters, een zoon die jong overleed en een tweede die vrijgezel bleef. De Zuid-Nederlandse tak van de Plunketts doofde daarmee in 1893 uit.
- De jongste zoon, baron Goswin Charles Patrice  Plunkett de Rathmore (1813-1859) was net als zijn vader aandeelhouder en van 1848 tot aan zijn dood bestuurder van de Charbonnages du Bois du Luc. Hij legateerde de helft van zijn aandelen aan de Burgerlijke Godshuizen van La Louvière, ten bate van de bouw van een bejaardenhuis, het Hospice Plunkett de Rathmore, dat in 1861 gereed kwam. Het instituut werd bestuurd door de Zusters van de Voorzienigheid van Gosselies. Na de sluiting van de instelling in 1973 werd het gebouw de zetel van de archieven van de stad en het OCMW van La Louvière.[6]
- De oudste dochter van het echtpaar Plunkett de Rathmore-de Peralta y Cascales was barones Charlotte-Rose Plunkett de Rathmore (1808-1883), gehuwd met de kapitein der infanterie Jean Pierre Joseph Serulier.
- De tweede dochter was barones Eugénie Constantine Ghislaine Plunkett de Rathmore (1809-1893). Zij was gehuwd met de Luikenaar Henry Etienne Pétry (†1866). Hun dochter Louise Pétry (1849-1916) trouwde met de Maastrichtse ondernemer Gustave Regout (1839-1923).
- Een andere dochter, Thérèse Plunkett de Rathmore (1811-1889), was tweemaal gehuwd, eerst met graaf Victor de Glymes de Hollebecque (1811-1854), daarna met Jean-François Reuter (†1889). Samen met haar zus Charlotte-Rose legateerde zij een som geld, waarmee in 1909 een ziekenhuis werd gebouwd, als annex van het bejaardenhuis Plunkett. Dit ziekenhuis, hôpital Reuter genoemd naar haar tweede echtgenoot, werd na 1973 een tehuis voor gehandicaptenzorg.